# Pływanie na Letnich Igrzyskach Olimpijskich 2020 – 4 × 100 m stylem zmiennym mężczyzn
4 × 100 m stylem zmiennym mężczyzn – jedna z konkurencji pływackich, które odbyły się podczas XXXII Igrzysk Olimpijskich w Tokio. Eliminacje miały miejsce 30 lipca, a finał konkurencji 1 sierpnia 2021 roku.

## Terminarz
Wszystkie godziny podane są w czasie japońskim (UTC+09:00) oraz polskim (CEST)
.
| Data            | Godzina rozpoczęcia | Godzina rozpoczęcia |            |
| Data            | UTC+09:00           | CEST                |            |
| --------------- | ------------------- | ------------------- | ---------- |
| 30 lipca 2021   | 21:50               | 14:50               | Eliminacje |
| 1 sierpnia 2021 | 11:36               | 4:36                | Finał      |

## Rekordy
Przed zawodami rekord świata i rekord olimpijski wyglądały następująco:
| Rekord            | Reprezentacja | Czas    | Miejsce        | Data             |       |
| ----------------- | --- | ------- | -------------- | ---------------- | ----- |
| Rekord świata     | Stany Zjednoczone · Aaron Peirsol (52,19) · Eric Shanteau (58,57) · Michael Phelps (49,72) · David Walters (46,80) | 3:27,28 | Rzym           | 2 sierpnia 2009  | [ 2 ] |
| Rekord olimpijski | Stany Zjednoczone · Ryan Murphy (51,85) · Cody Miller (59,03) · Michael Phelps (50,33) · Nathan Adrian (46,74)     | 3:27,95 | Rio de Janeiro | 13 sierpnia 2016 | [ 3 ] |

W trakcie zawodów ustanowiono następujące rekordy:
| Data       | Etap konkurencji | Reprezentacja                                                                                                  | Czas    | Rekord |
| ---------- | ---------------- | --- | ------- | ------ |
| 1 sierpnia | finał            | Stany Zjednoczone · Ryan Murphy (52,31) · Michael Andrew (58,49) · Caeleb Dressel (49,03) · Zach Apple (46,95) | 3:26,78 | ,      |

## Wyniki

### Eliminacje
| Miejsce | Wyścig | Tor | Państwo                     | Zawodnicy | Czas      | Uwagi |
| ------- | ------ | --- | --------------------------- | --- | --------- | ----- |
| 1.      | 1      | 5   | Włochy                      | Thomas Ceccon (53,20) Nicolò Martinenghi (57,94) Federico Burdisso (51,46) Alessandro Miressi (47,42)              | 3:30,02   | Q     |
| 2.      | 2      | 4   | Wielka Brytania             | Luke Greenbank (53,79) James Wilby (59,16) James Guy (50,77) Duncan Scott (47,75)                                  | 3:31,47   | Q     |
| 3.      | 2      | 5   | Rosyjski Komitet Olimpijski | Grigorij Tarasiewicz (53,20) Anton Czupkow (59,55) Michaił Wiekowiszczew (51,20) Władisław Griniew (47,71)         | 3:31,66   | Q     |
| 4.      | 1      | 6   | Chiny                       | Xu Jiayu (52,82) Yan Zibei (58,32) Sun Jiajun (51,81) He Junyi (48,77)                                             | 3:31,72   | Q     |
| 5.      | 2      | 3   | Japonia                     | Ryōsuke Irie (53,20) Ryuya Mura (59,62) Naoki Mizunuma (51,42) Katsumi Nakamura (47,78)                            | 3:32,02   | Q     |
| 6.      | 1      | 3   | Australia                   | Mitch Larkin (53,46) Zac Stubblety-Cook (59,11) David Morgan (51,97) Kyle Chalmers (47,54)                         | 3:32,08   | Q     |
| 7.      | 1      | 4   | Stany Zjednoczone           | Hunter Armstrong (53,51) Andrew Wilson (59,20) Tom Shields (51,33) Blake Pieroni (48,25)                           | 3:32,29   | Q     |
| 8.      | 1      | 1   | Kanada                      | Markus Thormeyer (53,66) Gabe Mastromatteo (59,97) Joshua Liendo (50,92) Yuri Kisil (47,82)                        | 3:32,37   | Q     |
| 9.      | 1      | 2   | Polska                      | Kacper Stokowski (54,67) Jan Kozakiewicz (59,24) Jakub Majerski (50,66) Jakub Kraska (48,05)                       | 3:32,62   | NR    |
| 10.     | 2      | 2   | Francja                     | Yohann Ndoye Brouard (52,77) Antoine Viquerat (59,94) Léon Marchand (52,05) Mehdy Metella (48,65)                  | 3:33,41   |       |
| 11.     | 2      | 7   | Niemcy                      | Marek Ulrich (54,52) Lucas Matzerath (58,70) Marius Kusch (52,38) Damian Wierling (48,48)                          | 3:34,08   |       |
| 12.     | 1      | 7   | Białoruś                    | Mikita Cmyh (55,50) Ilja Szymanowicz (58,20) Jauhien Curkin (52,38) Arciom Maczekin (48,74)                        | 3:34,82   |       |
| 13.     | 1      | 8   | Węgry                       | Richárd Bohus (53,51) Tamás Takács (1:00,57) Hubert Kós (51,94) Péter Holoda (48,89)                               | 3:34,91   |       |
| 14.     | 2      | 1   | Grecja                      | Eyaggelos Makrygiannis (54,07) Konstadinos Meretsolias (1:00,62) Andreas Wazeos (53,36) Apostolos Christou (48,23) | 3:36,28   |       |
| 15. !   | 2      | 6   | Brazylia                    | Guilherme Guido (54,11) Felipe Lima Vinicius Lanza Marcelo Chierighini                                             | 9:99,99 ! | DSQ   |
| 15. !   | 2      | 8   | Litwa                       | Danas Rapšys (54,71) Andrius Šidlauskas Deividas Margevičius Simonas Bilis                                         | 9:99,99 ! | DSQ   |

### Finał
| Miejsce | Tor | Państwo                     | Zawodnicy                                                                                             | Czas      | Uwagi |
| ------- | --- | --------------------------- | --- | --------- | ----- |
| 1 !     | 1   | Stany Zjednoczone           | Ryan Murphy (52,31) Michael Andrew (58,49) Caeleb Dressel (49,03) Zach Apple (46,95)                  | 3:26,78   | WR    |
| 2 !     | 5   | Wielka Brytania             | Luke Greenbank (53,63) Adam Peaty (56,53) James Guy (50,27) Duncan Scott (47,08)                      | 3:27,51   | ER    |
| 3 !     | 4   | Włochy                      | Thomas Ceccon (52,52) Nicolò Martinenghi (58,11) Federico Burdisso (51,07) Alessandro Miressi (47,47) | 3:29,17   | NR    |
| 4.      | 3   | Rosyjski Komitet Olimpijski | Jewgienij Ryłow (52,82) Kiriłł Prigoda (59,06) Andriej Minakow (50,31) Klimient Kolesnikow (47,03)    | 3:29,22   |       |
| 5.      | 7   | Australia                   | Mitch Larkin (53,19) Zac Stubblety-Cook (58,67) Matthew Temple (50,78) Kyle Chalmers (46,96)          | 3:29,60   |       |
| 6.      | 2   | Japonia                     | Ryōsuke Irie (53,05) Ryuya Mura (58,94) Naoki Mizunuma (50,88) Katsumi Nakamura (47,04)               | 3:29,91   | AS    |
| 7.      | 8   | Kanada                      | Markus Thormeyer (53,69) Gabe Mastromatteo (59,67) Joshua Liendo (51,02) Yuri Kisil (48,04)           | 3:32,42   |       |
| 8 !     | 6   | Chiny                       | Xu Jiayu (52,77) Yan Zibei (58,35) Sun Jiajun He Junyi                                                | 9:99,99 ! | DSQ   |